# Ban Mei Gaming
Ban Mei Gaming（簡稱BMG） 是一支台湾傳說對決職業戰隊，於2023年7月26日，進軍GCS職業聯賽，初登板為2023年GCS夏季賽。

## 歷史沿革

### 傳說對決

#### 2023年
1月19日，BMG戰隊成立，初期成員為JT五虎Yuzon，Neil，Star，Winds，Benny加上魔龍輸出Xiao。母公司「天后闆妹有限公司」
3月29日，領隊Vincent、輔助Kerry加入。
5月4日，凱撒路Caiii（小蔡）加入。
5月23日，打野Tnn加入。
5月31日，輔助Kerry離隊。
7月26日，因為MOP退出GCS職業聯賽，宣布BMG取得GCS參賽資格。
8月9日，公布2023年夏季賽陣容，包含教練Winds、凱撒路Caiii、打野Neil及Tnn、中路Star、輔助DerN、魔龍路Kinmen。
8月17日，教練nT（前泰國BRU、S.T、BRO教練）加入。
2023年夏季賽，戰隊在該賽季選手經驗不足，以3勝7敗，排名第六名，無緣國際賽。

#### 2024年
2月15日，公布2024年春季賽陣容，包含後勤Benny、教練nT及Winds、凱撒路Kawhi、打野Yanyan、中路Neil及Star、輔助Junnn、魔龍路Kinmen及Kai。
2月28日，凱薩路Caiii離隊。
4月2日，Benny出任隊伍總監。
2024年春季賽，例行賽取得和DCG相同的6勝4敗，不過小分以+6:+8落後DCG，因此例行賽排名為第三名；進入敗者組，首輪以4：1戰勝例行賽第四名的ONE，強勢晉級準決賽；準決賽以4：1戰勝例行賽第二名的DCG，強勢晉級總決賽；總決賽以4：0，橫掃例行賽第一名的FW，獲得隊史首座GCS總冠軍，FMVP為打野Yanyan；並且以GCS第一種子，參與2024年APL超級職業聯賽。
6月10日，公布2024年APL超級職業聯賽陣容，包含教練nT及Winds、凱撒路Kawhi、打野Yanyan、中路Neil及候補Star、輔助Junnn、魔龍路Kai及候補Kinmen&練習生Yaooo。
2024年APL超級職業聯賽，在瑞士輪中，先在第一輪以2：0戰勝AOG賽區第四種子FPT、第二輪以0：2不敵RPL賽區的第一種子TLN、第三輪以2：0戰勝AOG賽區的第一種子SGP、第四輪以3：0戰勝RPL賽區的第四種子HD，以三勝一敗（局數：7勝2敗）的戰績，晉級淘汰賽。首輪以3：1戰勝RPL賽區的HD，晉級次輪；次輪與RPL賽區的TLN纏鬥到第七把，以4：3戰勝對手，晉級勝部組-決賽；勝部決賽以2：4不敵RPL賽區的BRU，落入敗者組-決賽（準決賽）；準決賽以4：2戰勝來自同為GCS賽區的FW，晉級總決賽；總決賽以4：1戰勝RPL賽區的BRU，逆襲成功；最終獲得本屆賽事的總冠軍，也是隊史首座的國際賽冠軍，FMVP為打野Yanyan。
8月14日，公布2024年夏季賽陣容，包含隊伍總監Benny、教練nT及Winds、凱撒路Kawhi、打野Yanyan、中路Neil、輔助Junnn、魔龍路Kinmen及Kai。
2024年夏季賽，例行賽取得和ONE相同的6勝4敗，不過小分以+7:+5領先ONE，因此例行賽排名為第二名；進入勝者組，首輪以1：4不敵例行賽第一名的FW，進入準決賽；準決賽以4：1戰勝例行賽第四名的HKA，強勢晉級總決賽；將再次對決FW，最終以1：4不敵對手，無緣二連霸；但將以GCS第二種子，參與2024年AIC國際錦標賽。
11月24日，公布2024年AIC國際錦標賽陣容，包含隊伍總監Benny、教練nT及Winds、凱撒路Kawhi、凱撒路Yaooo、打野Yanyan、中路Neil、中路Star、輔助Junnn、魔龍路Kai。
2024年AIC國際錦標賽，在瑞士輪中，先在第一輪以0：2不敵AOG賽區第五種子SH、第二輪以2：1戰勝來自同為GCS賽區的ANK、第三輪以2：1戰勝AOG賽區第三種子TDT、第四輪以1：3不敵RPL賽區第五種子TLN、第五輪以3：0戰勝RPL賽區第三種子HD，以三勝二敗（局數：8勝7敗）的戰績，晉級淘汰賽。首輪以3：2戰勝來自同為GCS賽區的FW，晉級次輪；次輪以0：4不敵RPL賽區第四種子FS，落入敗者組；以4：1戰勝AOG賽區第一種子SGP，進入敗者組-四強賽；在四強賽，先讓RPL賽區第一種子EA連拿前三局的勝利，但後續狀態回穩，連拿四局勝利，以讓三追四的方式，4：3的比分戰勝對手，晉級敗部組-決賽（準決賽）；準決賽以4：0戰勝RPL賽區第四種子FS，復仇成功，強勢晉級總決賽；但總決賽以0：4不敵RPL賽區第二種子BAC，獲得亞軍。

#### 2025年
2月15日，公布2025年春季賽陣容，包含教練nT及Winds、凱撒路Kawhi、打野Yanyan、中路Neil及Yaooo、輔助Junnn、魔龍路Kai。
4月5日，中路Yaooo離隊，並登入中路Star。
2025年春季賽，例行賽取得5勝5敗，因此排名為第三名；進入敗者組，以4：2戰勝例行賽第四名HKA；進入準決賽，以4：2戰勝例行賽第二名ONE；晉級總決賽，將對決例行賽第一名FW，最終以0：4不敵對手；但將以GCS第二種子，參與2025年APL超級職業聯賽。
5月9日，教練nT宣布離隊。
5月13日，輔助Junnn宣布離隊，並登入輔助DerN。
6月7日，2025年APL超級職業聯賽陣容，包含教練Winds、凱撒路Kawhi、打野Yanyan、中路Neil及Star、輔助DerN、魔龍路Kai。
2025年APL超級職業聯賽，在瑞士輪中，BMG先在第一輪以2：0戰勝RPL賽區第五種子FS、第二輪以0：2不敵來自同為GCS賽區第六種子ANK、第三輪以0：2不敵AOG賽區第二種子FPT、第四輪以1：3不敵AOG賽區第一種子SGP，以一勝三敗（局數：3勝7敗）的戰績，止步瑞士輪，結束本屆賽事。
7月7日，宣布中路Neil暫時休息、輔助DerN離隊。

## 賽事成績
- 2023年
  - 2023年GCS夏季職業聯賽：第六名
- 2024年
  - 2024年GCS春季職業聯賽：總冠軍
  - 2024年APL超級職業聯賽：總冠軍
  - 2024年GCS夏季職業聯賽：亞軍
  - 2024年AIC國際錦標賽：亞軍
- 2025年
  - 2025年GCS春季職業聯賽：亞軍
  - 2025年APL超級職業聯賽：【瑞士輪】第四輪B組-淘汰（1-3）

## 隊伍名單

### 現役成員
| 比賽帳號    | 本名   | 暱稱  | 遊戲定位 | 生日                 | 國籍     | 經歷 | 常用英雄                 |
| BMG Kawhi   | 李東誠 | 可愛  | 凱撒路   | 2002年7月4日         | 中華民國 | 前泰國MEGA、MOP、MAD、ONE凱撒路，2021年GCS春季賽冠軍凱撒路、2021年GCS春季總決賽FMVP、2021年AWC世界盃亞軍凱撒路、2021年AWC世界盃最佳凱撒路、2024年GCS春季賽冠軍凱撒路、2024年APL超級職業聯賽冠軍凱撒路，2024年AIC國際錦標賽亞軍凱撒路 | 弗洛倫、葉娜、莫拉、呂布 |
| BMG Yanyan  | 吳承晏 | 晏晏  | 打野     | 2006年11月15日       | 中華民國 | 前黎明企鵝校隊打野、2023年ACS夏季賽FMVP、2024年GCS春季賽冠軍打野、2024年GCS春季賽FMVP、2024年APL超級職業聯賽冠軍打野、2024年APL超級職業聯賽FMVP、2024年GCS年度最高經濟、2024年GCS年度最佳新人，2024年AIC國際錦標賽亞軍打野 | 綺蘿、蘭鐸、星葵         |
| BMG Neil    | 張竣盛 | Neil  | 中路     | 1999年11月11日       | 中華民國 | 前JT、MAD、MOP打野，2018年GCS春季賽冠軍打野、2018年GCS春季賽FMVP、2018年AIC國際錦標賽冠軍打野、2018年AIC國際錦標賽FMVP、2018年夏季賽擊殺王、2019年GCS春季賽冠軍打野、2019年GCS春季賽FMVP、2019年春季賽擊殺王、2019年AWC世界盃亞軍打野、2020年GCS夏季賽冠軍打野、2020年AIC國際錦標賽冠軍打野、2024年GCS春季賽冠軍中路、2024年APL超級職業聯賽冠軍中路，2024年AIC國際錦標賽亞軍中路 | 貂蟬、伊耿士、伊格、拉茲 |
| BMG DerN    |        |       | 輔助     |                      | 中華民國 | 前S.T凱撒路、MOP、ONE中路，原帳號名為NNN |                          |
| BMG Kai     | 戴楷勳 | 楷勳  | 魔龍輸出 | 2002年4月8日         | 中華民國 | 前MOP、ONE魔龍輸出、2021年魔龍輸出之星、2022年春季賽冠軍魔龍輸出、2022年AIC世界亞軍魔龍輸出、2024年GCS春季賽冠軍魔龍輸出、2024年APL超級職業聯賽冠軍魔龍輸出，2024年AIC國際錦標賽亞軍魔龍輸出 | 森圖爾特、蘇、凡恩、亥犽 |
| BMG Kinmen  | 羅文孝 | 金門  | 魔龍輸出 | 1996年4月13日        | 中華民國 | 前SMG打野，TXO魔龍輸出、2023年夏季賽比賽帳號改為Kinmen | 蘇、堇、卡芬妮           |
| BMG Winds   | 陳廷睿 | Winds | 教練     | 1994年9月14日        | 中華民國 | 前JT，MAD，泰國BZ魔龍路、前泰國TLN中路，2018年GCS春季賽冠軍、2018年AIC國際錦標賽冠軍、2019年GCS春季賽冠軍 |                          |
| BMG Benny   | 陳建廷 | 班尼  | 戰隊總監 | 1991年6月2日（33歲） | 中華民國 | 前JT、MAD輔助、前MOP助理教練，現BMG後勤，2018年GCS春季賽冠軍輔助、2018AIC世界冠軍輔助、2019年GCS春季賽冠軍輔助、2018年夏季賽最佳輔助、2019年春季賽最佳輔助，APL2024年傳說對決國際賽冠軍戰隊總監，2024年AIC國際錦標賽亞軍戰隊總監 |                          |
| BMG Vincent | 曹暐東 | 東東  | 領隊     | 1995年3月22日        | 中華民國 | 前MAD、MOP教練，2019年GCS春季賽冠軍教練、2021年GCS春季賽冠軍教練、2019年AWC世界盃亞軍教練、2021年AWC世界盃亞軍教練、2024年APL超級職業聯賽冠軍戰隊領隊，2024年AIC國際錦標賽亞軍戰隊領隊 |                          |
| BMG Star    | 林緒鈺 | 星星  | 中路     | 1997年5月20日        | 中華民國 | 前JT、MAD、MOP中路，2018年GCS春季賽冠軍中路、2018AIC世界冠軍中路、2019年GCS春季賽冠軍中路、2018年夏季賽最佳中路、2019年春季賽最佳中路 | 拉茲、貂蟬、洛里昂       |

### 過往成員
| 比賽帳號  | 遊戲定位 | 國籍     | 備註 |  |
| BMG Yuzon | 凱撒路   | 中華民國 | 前JT、MAD凱撒路，前MAD教練、2018GCS春季賽冠軍凱撒路、2018AIC世界冠軍凱撒路、2019GCS春季賽冠軍凱撒路、2020GCS夏季賽冠軍凱撒路、2020AIC世界冠軍凱撒路，目前退役 |  |
| BMG Kerry | 輔助     | 中華民國 | 前莊敬猛虎校隊輔助，現黎明企鵝校隊輔助， 2021年ACS冬季校園聯賽總冠軍                                                                                          |  |
| BMG Caiii | 凱撒路   | 中華民國 | 前稻江哈士奇校隊凱撒路 |  |
| BMG Tnn   | 打野     | 中華民國 | 前大魔啟英校隊打野，現稻江哈士奇校隊打野 |  |
| BMG Junnn | 輔助     | 中華民國 | 前FW、HKA輔助、2024年GCS春季賽冠軍輔助、2024年APL超級職業聯賽冠軍輔助、2024年GCS年度輔助之星，2024年AIC國際錦標賽亞軍輔助                                     |  |
| BMG NT    | 教練     | 中華民國 | 前AHQ輔助，前S.T、BRO、泰國BRU教練、2024年GCS春季賽冠軍教練、2024年APL超級職業聯賽冠軍教練，2024年AIC國際錦標賽亞軍教練                                       |  |

## 外部連結
- GCS職業聯賽 官方網站 Ban Mei Gaming （页面存档备份，存于）
- BMG Facebook （页面存档备份，存于）
- BMG Instagram
- BMG Youtube （页面存档备份，存于）